# 清水順二
清水 順二（しみず じゅんじ、1972年11月8日 ‐　）は、日本の俳優、殺陣師、演劇プロデューサー。30-DELUX主宰。芸名は馬男(うまお)、清水馬男(しみずうまお)。
愛知県名古屋市南区出身。ジェイズプロデュース所属。身長183 cm。体重82 kg。血液型A型。

## 略歴
1972年11月8日生まれ。10歳上の姉と、14歳上の兄がいる次男で育つ。小学校三年生から本格的に野球を始める。名古屋市立桜小学校、名古屋市立桜田中学校、愛知県立天白高等学校を経て、中京大学体育学部武道学科に進学、そこで体育会硬式野球部で活動。
大学卒業後、岡崎市に本社を持つ家具メーカー、株式会社オリバーで1年間会社員（営業）を経験。地元の支店長から「あなたは東京タイプだから東京に転勤しなさい」と言われ東京へ異動。仕事をしながら教員の勉強をして、教員採用試験を受けて合格。社会人2年目で都立高校の教員に転職。保健体育科の教員として活動している際、そこの高校で俳優をやっている女生徒の初舞台を観劇し演劇に興味を持ち、その舞台を観た翌日に校長に辞表を提出、
教員をやめて芸能の世界に飛び込む。
1994年12月にオープンした六本木のヴェルファーレでウェイターとして働くようになる。数々の芸能の人脈を得て俳優の道を試行錯誤し、1995年より日光江戸村に入社し、アクション部に所属。スタント、アクションをメインとしたイベント・舞台を2年間で3000ステージ以上経験する。
その後、東京に戻り、東京ディズニーランドでアルバイトしながら養成所に通う。そこでプロダクションや劇団を探した結果、1997年に俳優の升毅、演出家のG2率いる関西の人気劇団「劇団MOTHER」のオーディションを受けて合格し、2002年の劇団解散まで、中核の俳優として関西を中心に活動した。
2002年2月に劇団MOTHERが解散公演を行った翌月の3月30日、殺陣の門下生を集めて殺陣道場であるTeamAZURAを立ち上げて、週三回の殺陣道場を運営する。
同じく2002年に劇団☆新感線のタイソン大屋、演劇集団キャラメルボックスの佐藤仁志、アフロ13の佐々木智宏らと、アクションエンターテイメントを売りとする演劇ユニット「30-DELUX」を立ち上げる。旗揚げ公演『MAYA-K』を翌年の2003年1月に行い、青山円形劇場で1週間9ステージをすべて満員にする。30-DELUXでは「製作総指揮・殺陣師・俳優」という三役をこなし、その本格的殺陣とド派手な演出で人気を博し、今や年間2万人を動員するユニットに成長する。
「笑って、泣けて、考えさせれて、かっこいい」というテーマで、老若男女楽しめるエンターテイメントを常に目指している。また、テーマパークで働いてきた経験をいかして、「テーマパークライブ」という表現を使うときがある。日光江戸村、東京ディズニーランド、ユニバーサルスタジオジャパンが組み合わさったような作品を創造している。その他の特徴としては、セリフと殺陣が密接に融合する「アクションプレイ」という手法を編み出し、新たなジャンルの確立に勤しんでいる。
2006年、『BLUE』を機に佐藤、佐々木はユニットを抜けて、タイソン大屋と2人体制になり、2011年の『デスティニー』を機に、タイソンが個人活動に専念、することなったため、清水はユニットを劇団化させて、作品を創ること以上に人材教育を意識し、唯一無二のアクションエンタメ集団を形成することを第一優先に考えだす。2011年からは劇団の養成部を立ち上げて本格的養成部としても毎年新人を育成していく。30-DELUXが公演をやる東京、大阪、名古屋、福岡の芸能専門学校で劇団公演を観た若者が事務所に入ってくることが多くなり、現在多数のメンバーが在籍する。劇団でありながらも正式な劇団員とせずに、組織に依存しない自立した俳優を育成する方針をとっている。
近年では、アクションプレイミュージカルと銘打ってミュージカル作品の製作にも力を入れており、海外でオリジナルミュージカルを広めていく視野を強く持っている。
劇団、殺陣道場を立ち上げてからは、個人経営で製作していたが、2008年に舞台の製作をメインとした株式会社ジェイズプロデュースを設立して、代表取締役に就任、舞台製作、タレントマネジメント、殺陣指導などを中心に、本格的に会社組織を作り上げることになる。
現在では、東京、大阪、名古屋に支社を構え、オリジナル作品、2，5次元作品の製作、殺陣指導多数。殺陣の道場を週3回、殺陣のプレイベートレッスン（1対1のマンツーマンレッスン）が好評で多数門下生が多数習いに来ている。東京、大阪、名古屋、福岡をはじめとした、各都市の声優の専門学校からも授業のオファー多数で、ワタナベエンターテインメントカレッジを始め、スクールオブミュージック、代々木アニメーション学院、クラーク国際高校、ヒューマンアカデミー、アナウンス学院など、多数レッスンを受け持ち、その卒業生も事務所に多数在籍する。そして、殺陣のみならず、海外の演技メソッドを利用した、リアリティーをより深く掘り下げた演技手法をより追究するために、海外の翻訳劇もこれまで数多く製作、出演している。近年では、翻訳劇をこよなく愛するユニット「SHY BOYプロデュース」をライブドックの山田とゐちと立ち上げて公演を行っている。
それ以外にも、自分が歌手としてデビューすることを目標としたユニット「馬男十番勝負」や、武藤晃子、我善導（WAHAHA本舗）と立ち上げた「三人茶屋」なども公演を行っている。 
2019年7月から「飲食とエンタメのコラボ」をテーマに、東京新宿区にある居酒屋　酒洛　高田馬場のオーナーになり、毎月、日曜日に店でイベントを行い、食べながら、呑みながらの「ディナーショー形式」にこだわる。そのイベントも2020年新型コロナウイルスの影響（4月の緊急事態宣言）で、一旦ストップするものの、6月より再開して、観客を半分にしてのイベント、芝居、そして無観客のライブ配信にこだわって毎週上演を続けている。

### 30-DELUX活動
2002年アクションエンターテイメントを売りとする演劇ユニット30-DELUXを立ち上げて「製作総指揮・殺陣師・俳優」という三役をこなし、その本格的殺陣とド派手な演出で人気を博し、2007年に佐野瑞樹、伊藤裕子主演で「シェイクス」を上演し、観客動員5000人を突破させる。
2009年からは他団体とのMIX公演を企画し、アクションクラブ、ON/OFF、電撃チョモランマ隊など次々に人気団体とコラボ公演を成功させる。その勢いは止まらず、2011年、佐藤アツヒロ、風間俊介主演「デスティニー」にて初の観客動員1万人を記録する。
その後、マーベラスから製作依頼を貰った、「ミュージカル薄桜鬼〜斎藤一篇」で初の2.5次元ミュージカルの製作に挑戦し、最初の40分歌いっぱなし、戦いっぱなしの演出で観客の度肝を抜いてシリーズ化を成功させる。
さらに、2014年に東宝と組んで、初のシアタークリエに進出、東宝×30-DELUXSpecialTheaterと銘打って『マホロバ』を上演。これらのような人気ユニット、大手エンタメ企業とコラボ公演を数々経験し、着実に劇団を成長させていった。
近年は年間2万人以上を動員する劇団に成長。2015年には初の海外公演をロンドンで行い、現地の最も権威ある雑誌社「What's On Stage」から5つ星の評価を得る。また、ロンドン公演中に参加したイギリス最大のJAPAN文化イベント「HYPER　JAPAN」にも参加して好評を得て、2016年のフランス「JAPAN　EXPO」に招待される。その年はスケジュールの都合で参加できなかったが、再度2017年の「JAPAN EXPO」に招待されて、ミュージカル「倶利迦羅」のショーバージョンを上演し、高い評価を受ける。海外のファンも着実に増やしている。2017年には、スクウェア・エニックスと共作し、「ロマンシング サガ　THE STAGE〜ロアーヌが燃える日〜」を成功させ、これもシリーズ化させる。
そして、2018年から宇宙Six（ジャニーズJr.）とのコラボレーションを開始、『スクアッド』『のべつまくなし』と成功させて、2020年1月に東京建物BriiliaHallオープニングシリーズ『のべつまくなし・改』（1万5千人を動員）を上演し反響を呼ぶ。その後、2020年2月には三越劇場で『のべつまくなし・LIVE』もチケット即日完売で大成功させた。 
2020年に名古屋製作にこだわった30-DELUXNAGOYAを立ち上げる。
2021年2月27日のアイチインパクトで30-DELUXNAGOYAがフランスで行った「倶利迦羅」のショーバージョンを上演し、好評を得る。
さらに2021年12月に30-DELUXNAGOYAの初の公演が予定されている。　　

### 殺陣師活動
プロデュース、俳優だけでなく、殺陣師としても現在まで数多くの作品に関わる。代表作として、ロックバンド氣志團のドームツアー『氣志團現象最終章』、嵐の二宮和也主演『見知らぬ乗客』、関ジャニ∞安田章大主演『カゴツルベ』、村上信五主演『If or・・・III』、地球ゴージャス『ZEROTOPIA』。
近年は2，5次元作品を多く担当、『ミュージカル薄桜鬼　斎藤一篇』、ライブ・ファンタジー『FAIRY TAIL』、斬劇『戦国BASARA 関ヶ原の戦い』をはじめ、『ロマンシング サガ　THE STAGE〜ロアーヌが燃える日〜』では、主演のハリード役をこなしながら殺陣も指導している。
2016年よりUSJ「ワンピースプレミアムショー」のアクションコーディネーターも担当、現在は大阪支社の代表が後を受けついて、毎年続いている。
映像だと近年ではNetflix『野武士のグルメ』、映画『BLOOD-CLUBDOLLS1』など、舞台・イベント・映像作品とジャンルを問わず、積極的に関わり続けている。ユニバーサル・スタジオ・ジャパンでも2015年からアクションコーディネートに関わり、現在は、大阪支社の代表が後を引き継いでいる。

## 人物・エピソード
- 小学校3年生から野球を始め、大学まで野球に明け暮れる日々を過ごす。
- 大学は中京大学体育学部武道学科に進学、野球部に所属しながら、柔道の昇段審査に毎月通う。
- 読売巨人軍のファンで、プロを目指していたが、大学3年くらいに「プロに行けるレベルではないかも」と気付く。
- 柔道は三段を獲得して、大学を卒業。

## 出演

### ドラマ
- 1996年 1月　TBS 新春ドラマ『竜馬が行く』
- 1998年 9月　『大江戸夢芝居』（東北ローカル放送）
- 1998年 11月　金曜エンターテイメント
- 2006年 6月　EX『スーパーモーニング』
- 2017年 3月　配信 Netflix『野武士のグルメ』第一話ゲスト（殺陣指導兼）
- 2021年 1月　NHK　BS4K『歩くひと』侍役、若旦那役

### 映画
- 1997年　「サムライフィクション」
- 2002年　「突入せよ！！あさま山荘事件」機動隊員役
- 2011年　「舞姫〜ディーヴァ〜」
- 2018年　『BLOOD　CLUB　DOOLS1』　水無川役
- 2023年　「まくをおろすな!」- 浅野内匠頭長矩 役[7]

### 劇団エフエム 30-DELUX（ラジオ番組）
- 放送時間・放送局・放送開始

放送局・FMAiCHi ╱放送時間・毎週 1:30 - 2:00（日曜深夜）
2021年10月 -  -
- 番組概要
- 『劇団エフエム 30-DELUX』（げきだんえふえむ・サーティーデラックス）とは、2002年に殺陣アクションエンターテインメントショー『30-DELUX[9]』の設立者である、清水順二が舞台・エンターテインメントの裏側や、清水がゲストで語るトーク番組。Twitterの番組ハッシュタグは、「#劇団エフエム30DELUX」。
- コーナー

・ふつおた
清水に関する質問・メッセージ、番組についての感想などのリスナーのメッセージを伝える。
・我こそはエンターテイナー
パーソナリティ清水に縁のある人や、名古屋でエンターテイメントをしている人など幅広いジャンルのゲストコーナー（主に、2週間分収録される、また、現段階で、ゲストの公表は、ラジオ本編でしか公表されていない）。
・馬男のうまうま夜食タイム
清水が日曜の深夜でも材料さえあれば簡単にできる夜食を紹介する。
・演劇始めました
演劇や舞台俳優をやってみたいけど、何から始めていいかわからない人のために清水が、演劇についての質問を募集し、番組で演劇についてアドバイスする。
・My Famous Line
My Famous Line＝名台詞。清水が名台詞のある様々な作品を紹介する。

### 舞台

#### 30-DELUX公演
- 2003年 1月　30-DELUX 旗揚げ公演『MAYA-K』ハジャ役
- 2004年 3月　30-DELUX The Second Live『マホロバ』クロガネ役
- 2005年 2月　30-DELUX The Third Live『イエロー』柳生十兵衛役
- 2005年 12月　30-DELUX The Fourth Live『BIRDS』ジョー役
- 2006年 5月　30-DELUX The Fifth Live『オレノカタワレ』一二郎役
- 2007年 3月　30-DELUX The Sixth Live『BLUE』女将役
- 2007年 10月　30-DELUX The Seventh Live『シェイクス』匠役
- 2008年 10〜11月　30-DELUX The Eighth Live『ファミリア』吉糸真
- 2009年 6月　30-DELUX Action Club MIX『ナナシ』主演：ナナシ役
- 2009年 8〜9月　30-DELUX ON/OFF MIX『リプレイス』部長役
- 2010年 5月　30-DELUX 電撃チョモランマ隊MIX『スペース・ウォーズ』
- 2011年 4〜5月　30-DELUX The Ninth Live『デスティニー』グリューン役
- 2012年 5月　ミュージカル『薄桜鬼』斎藤一 篇　天霧九寿役
- 2012年 11〜12月　30-DELUX The Remake Theater『イエロー』
- 2013年 10〜11月　30-DELUX The Remake Theater『デスティニー』グリューン役
- 2014年 7〜8月　東宝×30-DELUX Special Theater『マホロバ』
- 2014年 12〜2月　30-DELUX 劇団朱雀MIX『オレノカタワレ』一二郎役
- 2015年 7月　30-DELUX 『新版 義経千本桜』語り部役
- 2016年 9月　30-DELUX 『新版 国性爺合戦』李蹈天役
- 2015年 11月　30-DELUX London Performances『倶利迦羅』一心役
- 2015年 11月　イギリスロンドン　Hyper Japan　イベント参加
- 2017年 4月　『ロマンシング サガ THE STAGE～ロアーヌが燃える日～』ハリード役
- 2017年 10月〜11月　30-DELUX　15th　Anniversary　Project　Special　Act　Stage『THE　REALITY〜not　realistic〜』プロデュース
- 2018年 4月　30-DELUX NEW GENERATION THEATER「スクアッド」鬼瓦太郎役
- 2018年 5月〜6月　30-DELUXpresents　Special　Act　Stage　vol。2『GAMEパニック【METORO】』プロデュース
- 2018年 10月　30-DELUX　Perfect　EDITION『シェイクス』プロデュース
- 2019年 4月　30-DELUX ACTION PLAY MUSICAL THEATER featuring 宇宙Six「のべつまくなし」浅野内匠頭役
- 2020年 1月　30-DELUX ACTION PLAY MUSICAL THEATER featuring 宇宙Six『のべつまくなし・改』　浅野内匠頭役
- 2020年 2月　30-DELUX ACTION PLAY MUSICAL THEATER featuring 宇宙Six『のべつまくなし・LIVE』浅野内匠頭役
- 2021年 1月　30-DELUXSpecial　Act　Stage　vol.3　in　SHARA『乾杯の戦士』プロデュース
- 2023年 12月 30-DELUX NAGOYA『義経千本桜〜源平天外絵巻〜』[10]
- 2024年 5月〜6月 30-DELUX collaborate with UNiFY『SHAKES2024〜それは夢、だが人生という永劫の物語』[11]
- 2024年 12月 30-DELUX NAGOYA『国性爺合戦〜虎が目覚めし刻』[12]
- 2025年 4月〜5月 30-DELUX Special Theater 2025『デスティニー -アドラメレクの鏡-』[13]

#### 30-DELUXイベント
- 2005年　30-DELUXファンイベント大阪　インディペンデントシアターファースト
- 2008年 12月　30-DELUX スペシャルイベント　笹塚小劇場BBS
- 2011年 3月　30-DELUX スペシャルイベント「スペースウォーズからデスティニーへ」　アムラックスホール
- 2012年 3月　30-DELUX スペシャルイベント「デスティニーから薄桜鬼へ」　アムラックスホール
- 2013年 2月　30-DELUX スペシャルイベント「イエローから未来へ」　アムラックスホール
- 2013年 12月　30-DELUX スペシャルイベント「デスティニーから旅立ち」　アムラックスホール
- 2014年 11月8日　30-DELUX スペシャルイベント「清水順二生誕祭2014」　新宿村LIVE
- 2015年 2月　30-DELUX スペシャルイベントバレンタインパーティー「馬から羊へ」　新宿村LIVE
- 2015年 3月　30-DELUX FAN MEETING in OSAKA　大阪アニメーションカレッジ専門学校
- 2015年 8月　BS−TBS　開局15周年特別企画『クールジャパン〜道DOU〜』　サンシャイン劇場
- 2016年 7月　『新版　国性爺合戦』事前イベント「トークせんや」　代アニLIVEステーション
- 2017年 12月　30-DELUX 15th Annversary Event「15の昼、15の夜」　代アニLIVEステーション

#### その他
- 1995年〜1997年　各時代村忍者劇場出演　総出演数約3000ステージ以上
- 1998年 3月　劇団MOTHER♯13　『シャイバン』
- 1998年 8月　劇団MOTHER♯14『ディープブルー』
- 1999年 4月　劇団MOTHER♯15『ホスピタル』
- 1999年 8月　劇団☆新感線　直撃『ドラゴンロック2』
- 1999年 10月　劇団MOTHER♯16『プラスチックヘブン』
- 2000年 1月　夏の大三角形　『SHOW　BOY』
- 2000年 4月〜5月　ALL AROUND MOTHER 2000　4本立てスペシャル公演、4本全てに出演
- 2000年 6月　若宮優子プロデュース『激動』
- 2000年 11月　MOTHER若手公演『シルバーフェニックス』
- 2001年 1月　シノハラステージング『超銀河大戦』
- 2001年 2月　劇団MOTHER♯17『インビジブルタッチ』
- 2001年 4月　演劇コントバトルE1 グランプリ予選
- 2001年 8月　劇団MOTHER♯18『クラウドバスター』
- 2002年 2月　劇団MOTHER 解散公演『ロングディスタンス』
- 2002年 10月　インナーチャイルド vol.17『数神』
- 2002年 11月　スペクタクルガーデン『ヘブンズキッチン』
- 2003年 6月　ビバノン vol.4『夏のおばかさん』
- 2003年 9月　アントライオン旗揚げ公演『かくれんぼ』
- 2004年 5月　少年社中 第13 回公演『ハレイゾ』
- 2004年 9月　『ウエストサイドワルツ』グレン・ダブリンスキー役
- 2005年 9月　TMP vol.1『BANG！BANG！BANG！』
- 2006年 1月　TeamAZURA First Action『スタートライン〜体育館の片隅で』
- 2006年 9月 　TMP『NiCE！〜ほんの大失敗を君の胸ぐらにささげます』
- 2006年 10月　ギリギリ☆ボーイズSpecialLive『池袋大図鑑〜笑える男達』
- 2007年 5月　劇団ヘロヘロQ カムパニー『燃えてサムライ』
- 2007年 2月　TeamAZURA Second Action『就職戦線大波乱〜忍者養成アカデミー』
- 2007年 10月　WAHAHA本舗　セクシー寄席『アダルトな女たち』
- 2007年 12月　ルドビコ★Vol.1『彩遊記』
- 2008年 1月　岡本貴也プロデュース『キスしてほしい。』
- 2008年 7月　デジタルハリウッドプロデュース『もんしろ　台風14 号』
- 2008年 12月　シアターアプル ファイナルアクト『火男の火』
- 2009年 5月　ケイダッシュステージ『青山ボーイズキャバレー』
- 2010年 12月　FAKE STAR 1st skit『ザ・フォーリナー』
- 2011年 7月　東京アンテナコンテナ 『ハイリスクHighSchool』
- 2011年 8〜9月　『abc★赤坂ボーイズキャバレー〜2回表』
- 2011年 12月　FAKE STAR 2nd skit『ザ・ナード』
- 2012年 9月　『abc★赤坂ボーイズキャバレー〜3回表』
- 2013年 2月　FAKE STAR 3nd skit『キャッシュ・オン・デリバリー』
- 2013年 12月　CLASSICAL NEO FANTAZY SHOW『THE SHINSENGUMI』芹沢鴨役
- 2015年 10月　CLASSICAL NEO FANTAZY SHOW『THE SHINSENGUMI 2015』芹沢鴨役
- 2016年 6月　ブシプロ第一回公演「BURAI」
- 2017年 9月 「ドラマティック古事記」新国立劇場オペラパレス
- 2018年 11月　SHY BOYプロデュース「キャッシュオンデリバリー」ジェンキンズ役
- 2019年 10〜11月　SHY BOYプロデュース「ザ・フォーリナー」オーエン役
- 2020年 7月　三人茶屋『お楽しみ会』
- 2020年 9月　三人茶屋『親睦会』
- 2020年 10月・11月　ミュージカル『忍たま乱太郎 第11弾〜忍たま恐怖のきもだめし』八神竹虎役
- 2021年 2月　ミュージカル『忍たま乱太郎』学園祭　八神竹虎役
- 2021年 4月　SHY BOYプロデュース『ラン・フォー・ユア・ワイフ』トラウトン警部役
- 2025年 2月・3月 SHY BOYプロデュース Vol.5『キャッシュ・オン・デリバリー』ミスター・ジェンキンズ役[14]
- 2025年 8月 TOKAI RADIO PRODUCE『十二人の怒れる男』陪審員9号 役[15]

### CM・PV
- 2002年 6月 ドラッグストアー ウィズ『新しい発見編』(静岡限定CM)
- 2017年 4月配信 ニチバン「ケアリーヴ」Web動画（殺陣指導兼）
- 2007年 4月　アリコジャパン企業VP（侍役）

### ラジオ・バラエティー・その他
- 2003年 5月　日本テレビ『エンタの神様』
- 2006年 10月 テレビ朝日スーパーモーニング
- 2007年 4月　マイクロソフト香港開運ツアー　レポーター
- 2014年 5月　TOKYO　MX　『EBIDAN』
- 2014年 7月　中京テレビ放送『4U』ゲスト
- 2004年〜2017年の間、年に2回　調布FMラジオボンバー『芝居のススメ』ゲスト

## 主なプロデュース作品

### 監督
- まくをおろすな!（2023年公開予定）[16]